# Bas Tietema
Bas Tietema (Zwolle, 29 januari 1995) is een Nederlands voormalige wielrenner en youtuber.

## Wielrennen
Na zijn opleiding bij het BMC Development Team maakte Tietema in 2017 de overstap naar het Ierse An Post-Chainreaction. Na een seizoen in Ierse dienst ging hij naar BEAT Cycling Club.
Na een jaar met gezondheidsproblemen besloot BEAT Cycling Club het contract met Tietema niet te verlengen. Tietema besloot hierop zich te gaan richten op een maatschappelijke carrière en te gaan fietsen bij de wielervereniging IJsselstreek. In 2021 ging hij rijden bij zijn zelfopgestarte ploeg Tour de Tietema Cycling Team, waarna hij in 2022 opnieuw prof werd bij Bingoal Pauwels Sauces WB.

### Overwinningen
2013
- 2e etappe Ronde des Vallées
- 1e etappe Keizer der Juniores
- Bergklassement Keizer der Juniores

2016
- Ronde van Berlijn (ploegentijdrit)

2017
- Puntenklassement Ronde van de Elzas

### Ploegen
- 2014 –  BMC Development Team
- 2015 –  BMC Development Team
- 2016 –  BMC Development Team
- 2017 –  An Post-Chainreaction
- 2018 –  BEAT Cycling Club
- 2019 –  WV De IJsselstreek
- 2020 –  WV De IJsselstreek
- 2021 –  Tour de Tietema Cycling Team
- 2022 –  Bingoal Pauwels Sauces WB
- 2023 –  TDT-Unibet

## Resultaten in voornaamste wedstrijden
|      | \| Jaar \| Parijs-Roubaix \| Kuurne-Brussel-Kuurne \| \| ---- \| -------------- \| --------------------- \| \| 2022 \| buit.tijd \| opgave \| |                       |
| Jaar | Parijs-Roubaix | Kuurne-Brussel-Kuurne |
| 2022 | buit.tijd | opgave                |

## YouTube
Tietema maakte tijdens de Ronde van Frankrijk van 2019, samen met Devin van der Wiel en Josse Wester een YouTube-serie genaamd Tour de Tietema. Tietema reed met een busje rond om tijdens de Tour de France opdrachten van kijkers uit te voeren, zonder te beschikken over een accreditatie. Deze serie werd voortgezet tijdens de BinckBank Tour 2019. Het concept bleef hetzelfde. Maar tijdens de BinckBank Tour 2019 had hij het geluk dat ze van de organisatie wel accreditatie kregen. Tijdens de Tour van 2020 werd dit nogmaals gedaan.
Tijdens de Ronde van Italië 2020 reden ze van de startplaats van de Giro naar Nederland in de tijd dat de renners de volledige Giro aflegden. In december 2020 reed Tietema samen met Devin van Roermond naar Zwolle voor het goede doel van 3FM Serious Request 2020. In 2021 startten ze hun eigen wielrenteam op, genaamd Tour de Tietema Cycling Team.
Bokeloh · Gardner · Gough · Gunst · Hennebry · Jamieson · Kasperkiewicz · MacKinnon · McKenna · Muela · Scott · Shaw · Stewart · Teggart · Tietema · Vanderaerden
Abraham · Desale · Havik · Livyns · Maas · Mengoulas · Nõmmela · Tietema · Van Dyck
Aniołkowski · Blouwe · De Maeght · Desal · Dupont · Lauk · Livyns · Meens · Menten · Mertz · Molly ·Paasschens · Paquot · Peyskens · Rex · Robeet · Tietema (vanaf 1/2) · Tizza · Venner · Viviani (vanaf 21/3) · L. Wirtgen · T. Wirtgen · Desmarets (stagiair) · Dopchie (stagiair)
Tietema · Bloem · Budding · de Vries · Inkelaar · Toussaint · Bomboi · Bouts · Loockx (vanaf 1/10) · Stockman · Vandevelde · Kopecký · Tanfield